# Księstwo dobrzyńskie
Księstwo dobrzyńskie – księstwo istniejące w latach 1227–1392 na ziemi dobrzyńskiej, wokół miasta Dobrzyń.

## Historia
Księstwo powstało, gdy Konrad I mazowiecki nadał swojemu najstarszemu potomkowi gród Dobrzyń. Stan ten utrzymał się do 1229, kiedy to Konradowi udało się wymusić na Grzymisławie część ziemi sandomierskiej z Radomiem. Ziemie te nadał niezwłocznie Bolesławowi w zamian za zwrot Dobrzynia, którym wyposażył kolejnego potomka, Siemowita I. Po śmierci Bolesława I płockiego Ziemię Dobrzyńską odebrał jego synowi Siemowitowi I, brat Bolesława, książę łęczycki Kazimierz Kujawski.
W 1323 roku książę litewski Giedymin na prośbę swojego zięcia księcia Wacława (Wańki) płockiego najechał na Księstwo Dobrzyńskie w celu rozstrzygnięcia siłą sporu granicznego z księżną Anastazją.
W początkach XIV wieku księstwo przeszło w ręce Wacława II, króla Czech, który podporządkował sobie niemal całą Polskę. Po jego śmierci władzę nad księstwem odzyskał Władysław I Łokietek. Po podpisaniu 12 marca 1329 roku wymierzonego we Władysława Łokietka aktu przymierza między Janem Luksemburskim i wielkim mistrzem krzyżackim Wernerem von Orseln, wojska krzyżackie zaatakowały księstwo dobrzyńskie i opanowało je w drugiej połowie marca wraz z jego głównym grodem Dobrzyniem. Jan Luksemburski w dniu 3 kwietnia 1329 roku w Toruniu nadał ziemię dobrzyńską w połowie Zakonowi, a w 1330 roku sprzedał mu drugą połowę. Księstwo dobrzyńskie znajdowało się pod okupacją Zakonu krzyżackiego do czasu podpisania pokoju w Kaliszu w 1343 roku. Kazimierz III Wielki nadał po swojej śmierci księstwo Kazimierzowi IV słupskiemu. Po krótkim panowaniu wdowy po Kazimierzu IV – Małgorzaty, Ludwik Węgierski nadał księstwo Władysławowi Opolczykowi. W maju 1392 roku Władysław Opolczyk zastawił całą ziemię dobrzyńską Krzyżakom za 50 tysięcy florenów węgierskich. W 1405 roku na mocy pokoju w Raciążku ziemia dobrzyńska została odzyskana przez Polskę, jednak w 1409 została ponownie opanowana przez Krzyżaków. W 1411 roku na mocy I pokoju toruńskiego ziemia dobrzyńska wróciła do Polski. Do Korony ziemie księstwa włączono w 1466 roku.